# 辻井潔
辻井 潔（つじい きよし）は日本の映像編集者。
日本映画学校（現・日本映画大学）16期卒業。在学中にドキュメンタリー映画『国分寺リズムボーイ』を監督・撮影・編集。卒業後は安岡卓治に師事、『Little Birds -イラク 戦火の家族たち-』（2005 綿井健陽監督）などの編集助手を経て、『パレスチナ1948・NAKBA』を共同編集。その後、主にドキュメンタリー映画の編集を手がける。

## 主な編集作品

### 映画
- 『ガーダ -パレスチナの詩-』（2006 古居みずえ監督〈共同編集者：安岡卓治〉） - 第6回石橋湛山記念早稲田ジャーナリズム大賞
- 『パレスチナ1948・NAKBA』（2008 広河隆一監督〈共同編集者：安岡卓治〉）
- 『花と兵隊』（2009 松林要樹監督） - 第33回 山路ふみ子映画賞 山路ふみ子福祉賞、第1回 田原総一朗ノンフィクション賞 映像部門 奨励賞
- 『ただいま それぞれの居場所』（2010 大宮浩一監督） - 第8回 文化庁映画賞 文化記録映画大賞
- 『9月11日』（2010 大宮浩一監督）
- 『ミツバチの羽音と地球の回転』（2011 鎌仲ひとみ監督〈共同編集者：鎌仲ひとみ〉）
- 『ぼくたちは見た -ガザ・サムニ家の子どもたち-』（2011 古居みずえ監督〈共同編集者：竹藤佳代〉）
- 『季節、めぐり それぞれの居場所』（2012 大宮浩一監督）
- 『隣る人』（2012 刀川和也監督） - 第9回 文化庁映画賞 文化記録映画部門 大賞、第37回 カトリック映画賞
- 『ドコニモイケナイ』（2012 島田隆一監督） - 第53回 日本映画監督協会新人賞
- 『ドキュメンタリー映画 100万回生きたねこ』（2012 小谷忠典監督）
- 『イラク ‐ チグリスに浮かぶ平和 ‐』（2014 綿井健陽監督） - 第6回 座・高円寺ドキュメンタリーフェスティバル 大賞
- 『赤浜ロックンロール』（2015 小西晴子監督）
- 『さとにきたらええやん』（2016 重江良樹監督） - 第13回文化庁映画週間　文化記録映画優秀賞
- 『夜間もやってる保育園』（2017 大宮浩一監督）
- 『インディペンデントリビング』（2020 田中悠輝監督）
- 『東京自転車節』（2021 青柳拓監督）

## その他
- 『Little Birds ‐イラク戦火の家族たち ‐』（2005 綿井健陽監督） ※編集助手
- 『無常素描』（2011 大宮浩一監督）　※構成
- 『サンタクロースをつかまえて』（2012 岩淵弘樹監督） ※録音
- 『長嶺ヤス子 裸足のフラメンコ』（2013 大宮浩一監督） ※構成協力
- 『ひいくんのあるく町』（2017 青柳拓監督） ※アドバイザー

| スタブアイコン | サブスタブ | この項目は、まだ閲覧者の調べものの参照としては役立たない、人物に関連した書きかけの項目です。この項目を加筆・訂正などしてくださる協力者を求めています（P:人物伝/PJ:人物伝）。 |